# 7545 Smaklösa
A 7545 Smaklösa (ideiglenes jelöléssel 1978 OB) a Naprendszer kisbolygóövében található aszteroida. Claes-Ingvar Lagerkvist fedezte fel 1978. július 28-án.